# Église Notre-Dame-et-Saint-Josse de Hindelang
L'église Notre-Dame-et-Saint-Josse est une église catholique romaine de Hindelang.

## Histoire
L'église est construite en 1937 et 1938 dans le quartier de Bad Oberdorf (de) par l'architecte Thomas Wechs pour remplacer la précédente. L'ancien bâtiment est détruit en 1936 en raison d'une fondation en difficulté et de l'humidité.
L'église actuelle contient plusieurs œuvres d'art de valeur : une madone à l'enfant de Hans Holbein l'Ancien peinte en 1493, à l'autel une sculpture de Jörg Lederer de 1519 représentant le Couronnement de la Vierge, un Christ des Rameaux de la période gothique. Ce Christ fait l'objet d'une procession annuelle le dimanche des Rameaux entre Oberdorf et Bad Hindelang où il reste jusqu'au Jeudi saint.
Les autels latéraux sont dédiés aux saints Magne de Füssen et Gall de Suisse, déjà présents dans l'ancienne chapelle. Les sculptures les représentant sont inspirées par Anton Sturm (de).

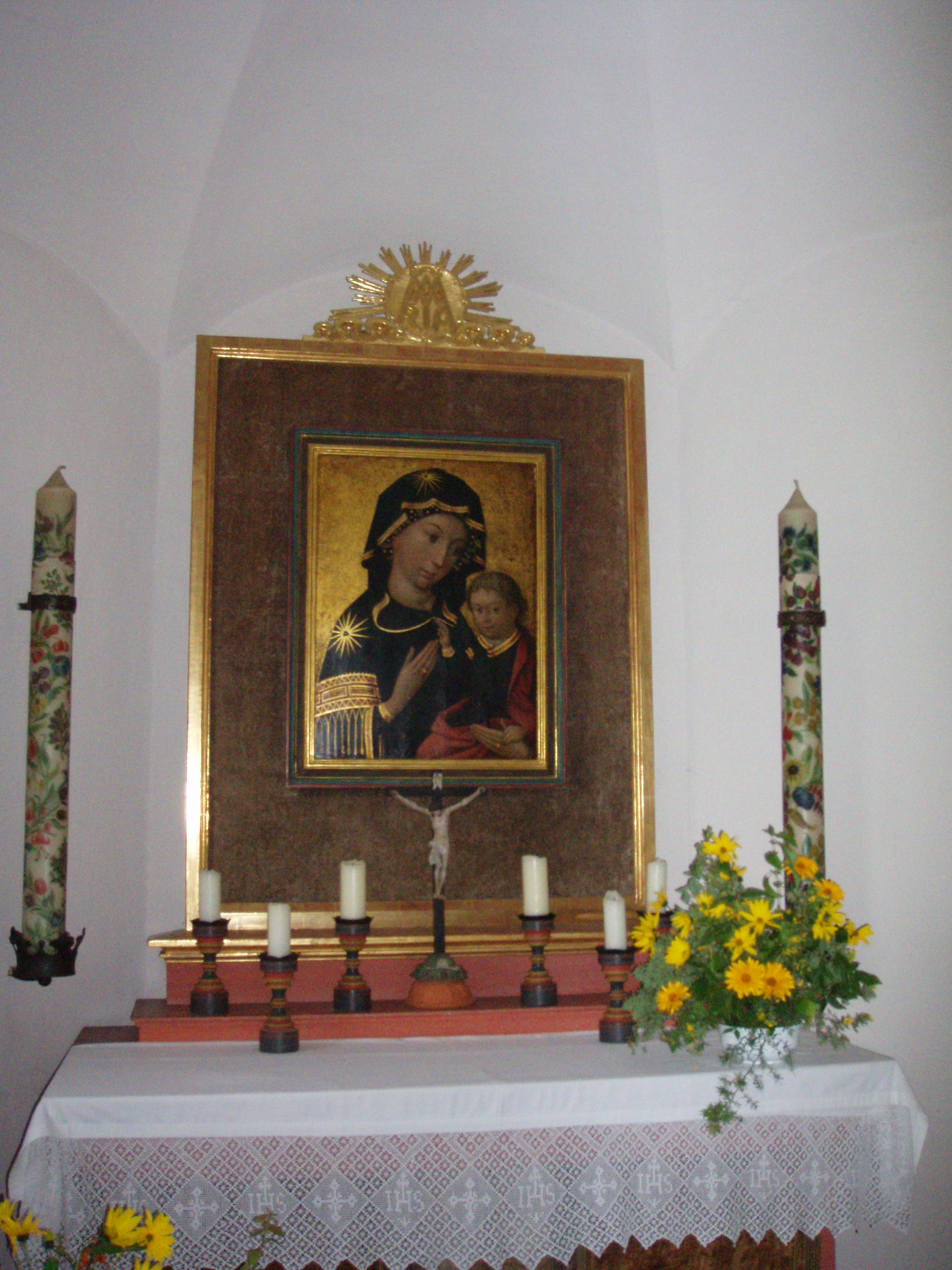
Madone de Holbein
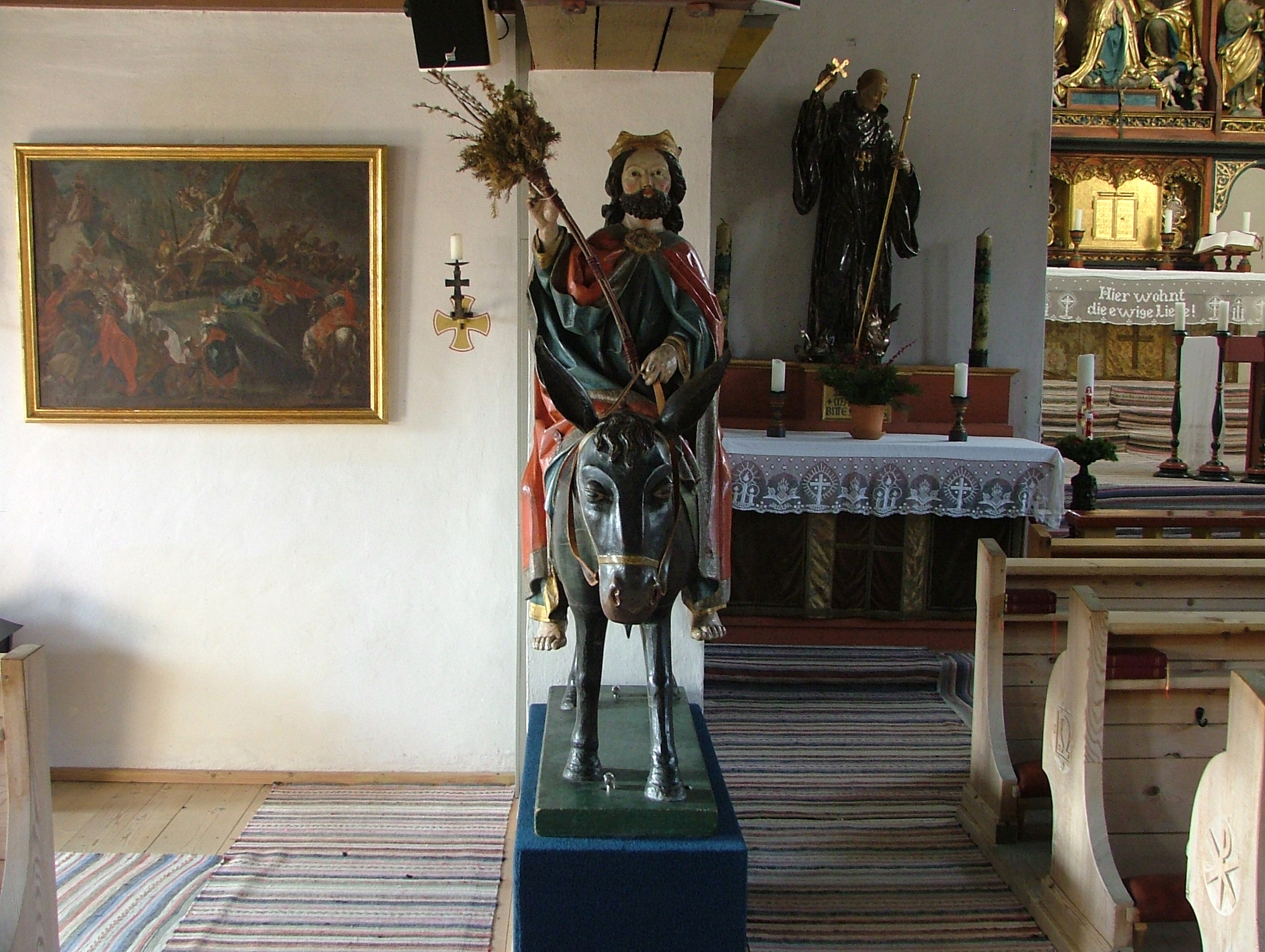
Le Christ des Rameaux.
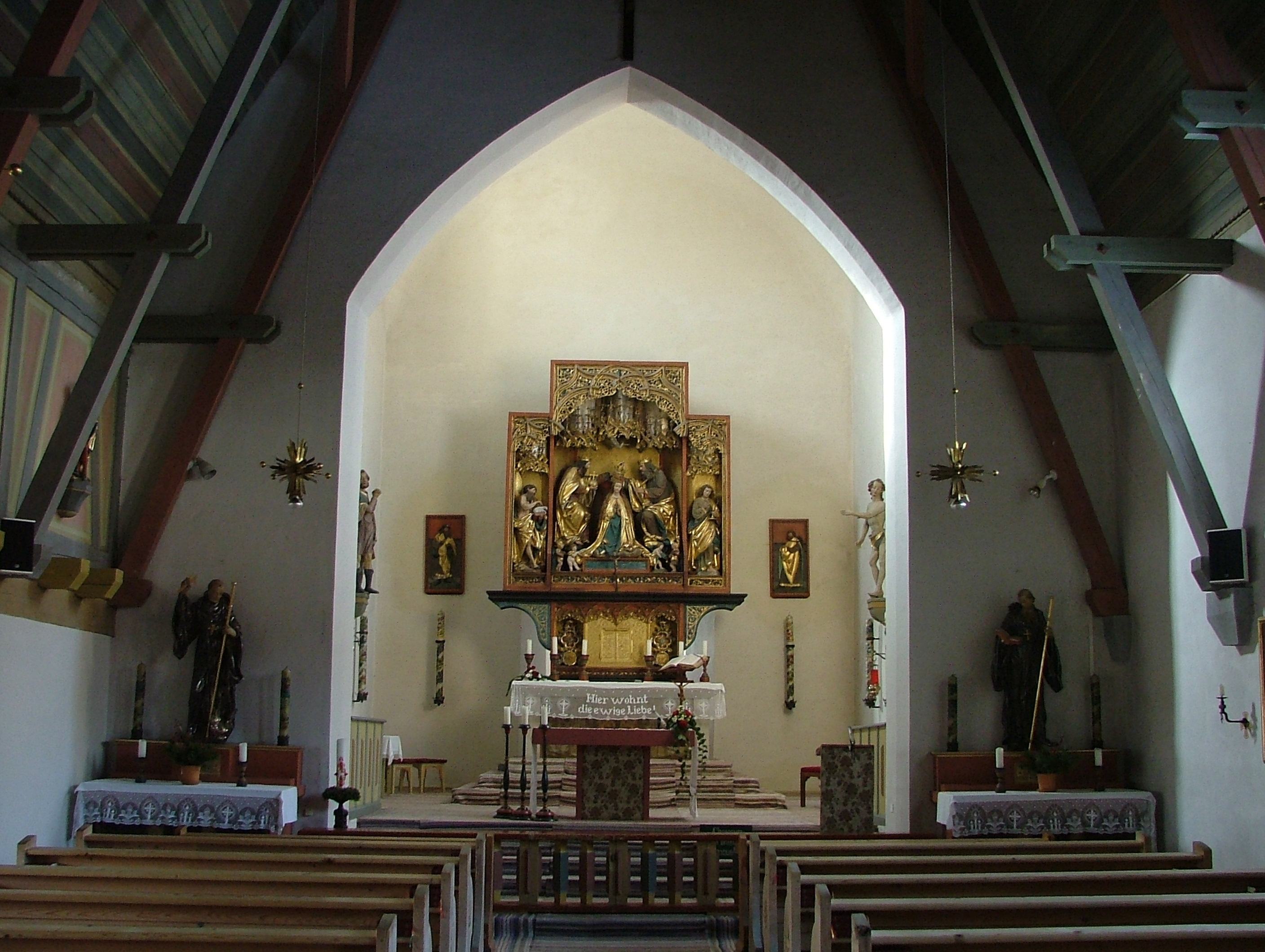
Le Couronnement de la Vierge par Jörg Lederer au fond, avec les statues de Magne de Füssen et Gall de Suisse